# Angelsaksisch glas
Angelsaksisch glas wordt in heel Engeland gevonden bij archeologische opgravingen van nederzettingen en begraafplaatsen. In de Angelsaksische periode werd glas gebruikt bij de vervaardiging van verschillende objecten, waaronder vaten, kralen, ramen en sieraden. In de 5e eeuw na Christus veranderde met het Romeinse vertrek uit Groot-Brittannië het gebruik van glas aanzienlijk. Bij opgravingen van Romeins-Britse vindplaatsen is een overvloed aan glas gevonden, maar de hoeveelheid glas die is teruggevonden uit de 5e eeuw en Angelsaksische vindplaatsen is minuscuul.
De meeste complete glazen objecten en verzamelingen van kralen zijn afkomstig van opgravingen van vroeg Angelsaksische begraafplaatsen. In de 7e veranderde begrafenisrituelen onder gekerstende Angelsaksen, waardoor er minder grafgiften werden meegegeven en waardoor glazen grafgiften wordt zelden worden teruggevonden voor deze periode. Vanaf de late 7e eeuw komt vensterglas vaker voor. Dit houdt rechtstreeks verband met de introductie van het christendom en de bouw van kerken en kloosters. Er zijn een paar Angelsaksische kerkelijke literaire bronnen die de productie en het gebruik van glas vermelden. Deze bronnen  hebben betrekking op vensterglas wat in kerkelijke gebouwen wordt gebruikt. Glas werd door de Angelsaksen ook gebruikt in hun sieraden, zowel in de vorm van emaille als in gebruik van zettingen.

## Fabricage van glas

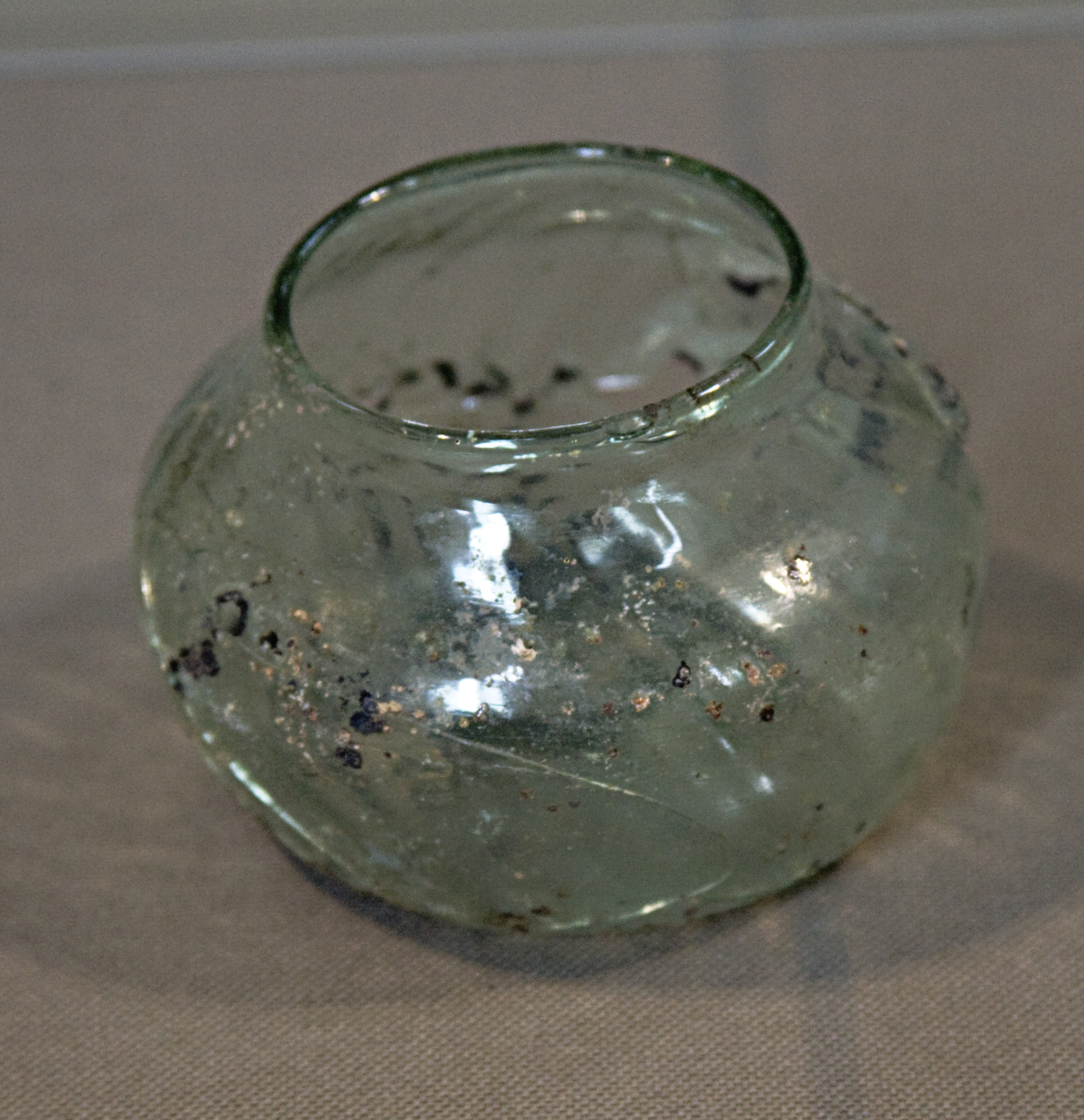
De Shaftesbury Bokaal van Winchester Cathedral, een glazen pot uit de late 10e eeuw die voor het Hoge Altaar bij Shaftesbury Abbey werd gevonden. De pot bevatte mogelijk het hart van King Canute, die stierf in Shaftesbury c. 1035, maar werd begraven in Winchester. Het is het enige gave stuk laat-Saksisch glas in Engeland.

Er moet een duidelijk onderscheid worden gemaakt tussen glasfabricage en glasbewerking. Glas maken is de productie van ruw glas uit de grondstoffen. Glasbewerking verwijst daarentegen naar de verwerking van onbewerkt glas of gerecycled glas om nieuwe glasobjecten te creëren. Glasbewerking kan op dezelfde locatie plaatsvinden als glas maken, maar het kan ook elders plaatsvinden.

### Glas maken
Glas bestaat uit vier hoofdcomponenten; een basis, alkaliflux, stabilisator en kleurstoffen / opaakmakers.
- Basis: silica, dat in de Romeinse en Angelsaksische periode werd toegevoegd in de vorm van zand.
- Alkaliflux: natrium (sodium) of potas. De Romeinse bronnen en hedendaagse chemische analyse suggereren dat voor glas uit de Romeinse en Angelsaksische tijd, het mineraal natron als flux werd gebruikt. Plinius stelt ook dat de favoriete bron van natron voor het maken van glas uit Egypte kwam.[9] Aan het einde van het 1e millennium na Christus werd er een grondstof gebruikt, namelijk houtas, wat de bron is van potas.[10]
- Stabilisator: kalk of magnesiumoxide. In Angelsaksisch glas was kalk de belangrijkste stabilisator. De kalk kan een onderdeel geweest zijn van het zand wat gebruikt werd, maar het is ook mogelijk dat het apart toegevoegd werd aan de rest van de grondstoffen. De Romeinse schrijver Plinius verklaarde dat zand uit de rivier de Belus bijzonder geschikt was voor het maken van glas[11]. Dit is een zand wat rijk is aan zeeschelpen en dus aan kalk.[12]
- Kleurstoffen / opaakmakers: deze kunnen van nature in het glas aanwezig zijn door onzuiverheden in de grondstoffen. Een aanwezigheid van ijzer in het zand veroorzaakt bijvoorbeeld groen / blauwgroen glas. Andere kleuren werden gemaakt door kleine hoeveelheden mineraalrijk materiaal of metaalslakken toe te voegen aan de glasmassa[13][14][15]. De stoffen die in oud glas het uiterlijk beïnvloeden, zijn voornamelijk ijzer, mangaan, kobalt, koper, tin en antimoon. De aan- of afwezigheid van lood is ook belangrijk, omdat dit de kleurtoon van andere kleurstoffen kan veranderen. Zelf produceert lood geen kleur, behalve in de vorm van lood-tinoxide of lood-antimoonoxide. De toevoeging van lood zorgt er in ondoorzichtig glas ook voor dat de kleurstoffen gecontroleerd tot stand komen en gelijkmatig in het materiaal worden verdeeld. Opaciteit in glas kan verschillende oorzaken hebben, zoals bijvoorbeeld kleurintensiteit, bellen in het glas of de opname van ondoorzichtige middelen, zoals tin (tin(IV)oxide en loodtingeel) en antimoon (Ca2Sb2O7, CaSb2O6 en Napels geel).

Het belangrijkste type glas dat in de Angelsaksische periode wordt aangetroffen, is een glas natronkalk-siliciumdioxide, dat de Romeinse traditie van glasproductie voortzet. Er is zeer weinig bewijs voor het maken van glas uit de grondstoffen in Romeins Groot-Brittannië en nog minder voor het Angelsaksische Groot-Brittannië.  Het zou bijna onmogelijk zijn geweest om de natron van het Midden-Oosten naar Groot-Brittannië te vervoeren. Het is daarom veel waarschijnlijker dat, net als in de Romeinse tijd, glas werd geproduceerd in de buurt van de grondstoffen en vervolgens stukjes ruw glas werden vervoerd. Een andere bron van glas was glasafval. Hergebruik van glas werd gedurende de hele Romeinse periode uitgevoerd  en de grote hoeveelheden gebroken glas die gevonden zijn in Winchester en Hamwic, suggereren dat glas ook werd hergebruikt in de Angelsaksische periode. Het is mogelijk dat door het glas te recyclen, het mogelijk was om aan de vraag naar glasproducten te voldoen zonder dat nieuw ruw glas gebruikt hoefde te worden. Mogelijk is er ook oud glas verzameld uit de ruïnes van verlaten Romeins-Britse sites.  In de late 7-8e eeuw, met de bouw van vele kerkelijke instellingen en grote ramen, groeide de vraag naar glas. In deze periode veroorzaakten politieke problemen in de Egyptische regio Delta-Wadi Natrun een tekort aan natron in het Midden-Oosten waar het ruwe glas werd geproduceerd. Dit leidde er mogelijk toe dat glasfabrikanten experimenteerden met nieuwe fluxen, wat uiteindelijk leidde tot de introductie van houtasglazen met potas als de belangrijkste alkaliflux, die gemakkelijker verkrijgbaar was.

### Glaswerk

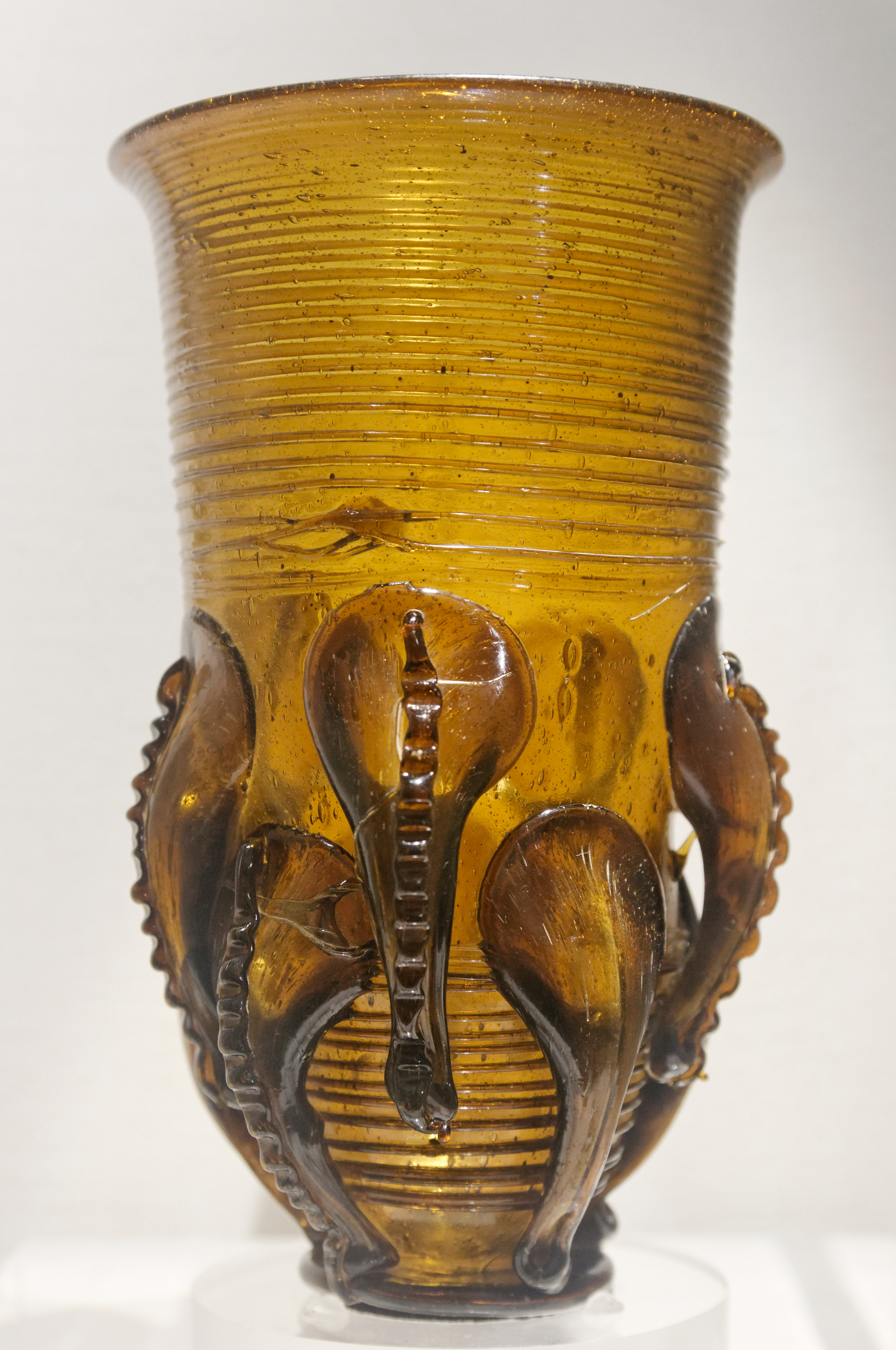
Klauwbeker van een Angelsaksische vindplaats.

Opgravingen op Angelsaksische locaties heeft wel enig bewijs opgeleverd voor de beperkte glasbewerking door middels van smeltkroezen voor het smelten van glas en glasafval. Tot op heden zijn er op deze locaties geen ovens gevonden die verband houden met smeltkroezen of glasbewerkingspuin. De gevonden glasbewerkingsovens bevinden zich allemaal op kerkelijke sites zoals kloosters. Dit wekt de indruk dat deze centra het grootste deel van het glaswerk in het Angelsaksische Groot-Brittannië onderhielden, vermoedelijk voornamelijk om glasramen te maken voor de kerkgebouwen. Geschreven bronnen suggereren dat glasarbeiders door het land rondreisden en glas op aanvraag produceerden, in plaats van glas op één plek geproduceerd werd, wat de complicatie opleverde dat het vervoerd zou moeten worden. Deze glaswerkers hergebruikten mogelijk lokaal gebroken glas. Hoewel we de productieprocessen kunnen identificeren, is het nog steeds niet bekend hoeveel glasbewerking er in de Angelsaksische periode heeft plaatsgevonden en hoe wijdverbreid dat was. Het ontbreken van bewijs is vaak gebruikt om te beweren dat het merendeel van het glas van het Europese vasteland werd geïmporteerd. Maar dit lijkt onwaarschijnlijk omdat er elders in Europa een beperkt aantal productievestigingen voor glazen vaten is en sommige van de Angelsaksische glasvaten uniek zijn voor Engeland. Dit wijst op de aanwezigheid van enkele productiecentra, mogelijk in Kent.
Daarentegen weerspiegelt het aantal gevonden glasbewerkingslocaties niet alleen de verscheidenheid in archeologische vondsten, maar ook de verscheidenheid van glas, dat zou kunnen worden omgesmolten en hergebruikt.

## Drinkglazen
De overgrote meerderheid van de complete drinkglazen is afkomstig van vroege Angelsaksische begraafplaatsen, waardoor vergelijkbare glazen kunnen worden gegroepeerd en typologieën ontstaan. Meer recente opgravingen van hedendaagse nederzettingen hebben fragmenten van gelijkende glazen aan het licht gebracht, wat aangeeft dat er in graven weinig of geen verschillen zijn tussen huishoudelijk glas en ritueel gedeponeerd glas. Er is een significant verschil tussen Romeinse en Angelsaksische drinkglazen en de gebruikte glasbewerkingstechnieken zijn in de Angelsaksische glazen beperkter. Maar weinig van de Angelsaksische glazen kunnen worden geclassificeerd als serviesgoed, aangezien deze term tot op zekere hoogte impliceert dat de drinkglazen op een plat oppervlak neergezet kunnen worden. De glazen hebben voornamelijk een ronde of puntige bodem, of als er een platte bodem aanwezig is, zou deze te zwaar en onstabiel zijn geweest voor alledaags gebruik. Dit houdt in dat de glazen in de hand werden gehouden totdat de drank op was. Het bewijs voor drinkglazen is fragmentarischer in de 8e eeuw, aangezien het aantal gevonden volledige glazen afneemt. Dit houdt rechtstreeks verband met de introductie van het christendom en de verandering in de begrafenisritus.
De eerste typologie voor Angelsaksische drinkglazen werd bedacht door Dr. Donald B. Harden in 1956 die later in 1978 werd herzien. De door Harden vastgestelde namen zijn inmiddels bekend geworden en de typologie van professor Vera Evison voegde enkele nieuwe typen toe, sommige van nieuw opgegraven glazen die niet in de typologie van Harden konden worden geplaatst.
|  | Kommen: Breed glas vaak met een vlakke basis. Verscheidenheid aan gebruikte decoratie inclusief voorbeelden van geblazen vormen. |  | Kegelbeker: lang, taps toelopend glas met een puntige of gebogen basis. |
|  | Steel- en Klokbekers: Klokbekers hebben een kenmerkende toelopende curve naar een centrale puntige basis. De gesteelde bekers zijn vergelijkbaar, maar hebben een platte voet aan het centrale punt.                                                                            |  | Klauwbeker: ontwikkeld uit een delicate beker met aangebrachte dolfijnen, in de Angelsaksische periode waren dit dikkere glazen met duidelijkere, meer klauwachtige applicaties. |
|  | Flessen: Zeldzaam in Angelsaksisch Engeland vergeleken met op het Europese vasteland, in het Rijnland en Noord-Frankrijk. |  | Palmbekers en trechterbekers: Palmbekers zijn komvormig maar hebben een gebogen basis. Trechterbekers zijn trechtervormig met een puntige basis.                                 |
|  | Bolvormige beker: dit waren de meest voorkomende glazen die in de 6e-7e eeuw werden gevonden. Eerder bekend als squat jugs door Harden, zijn dit glazen met een smalle hals met naar buiten gekeerde randen, bolvormige lichamen en samengeduwde bodem. Komt vaak voor in sets. |  | Zakflessen: instabiel, afgeronde fles, vorm en decoratie zoals de bolvormige beker, hoewel vaak groter.                                                                          |
|  | Zakbeker: meer cilindrische vorm van de bolvormige beker, met een ronde of puntige basis. |  | Hoorn: drinkhoornvormig glas. |
|  | Inktpot: Fragmenten van inktpotten zijn ontdekt in 8e-eeuwse contexten en duiden op een klein cilindrisch vat met een smalle centrale opening bovenaan. |  | Cilindrische pot: Er zijn enkele fragmenten van cilindrische potten ontdekt. |

De chemische samenstelling van Angelsaksische glazen vaten lijkt sterk op laat-Romeins glas, wat veel ijzer, mangaan en titanium bevat. De iets grotere hoeveelheden ijzer in het vroege Angelsaksische glas resulteren in een kleurloos glas met een groengele tint.
Tegen het einde van de 7e eeuw zijn er enkele innovaties waar te nemen. Het glas krijgte over het algemeen een betere kwaliteit, een groter kleurengamma en het begin van een gewoonte om een tweede kleur te gebruiken voor decoratie. De meeste Angelsaksische glazen waren geblazen, vrij gevormd, hoewel er voorbeelden zijn gevonden waarin een vorm gebruikt is, meestal verticale ribbels. De randen zijn afgerond met hitte, soms enigszins verdikt en tot een kom gevormd, gerold of naar binnen of naar buiten gevouwen. Als versiering werden slierten aangebracht van dezelfde of een contrasterende kleur glas, of in een kantachtige structuur
Zie ook: Kraal .
De overgrote meerderheid van de vroege Angelsaksische vrouwengraven bevat kralen, die vaak in grote aantallen worden gevonden in het gebied van de nek en borst. Kralen worden soms ook gevonden in mannengraven, waarbij grote kralen vaak worden geassocieerd met prestigieuze wapens. Er zijn door de angelsaksen verschillende andere materialen dan glas gebruikt om kralen te vervaardigen, zoals amber, bergkristal, amethist, bot, schelpen, koraal en zelfs metaal. Deze kralen hebben meestal een decoratieve functie, maar kunnen ook een sociale of rituele functie hebben. Angelsaksische glaskralen laten een grote verscheidenheid zien aan technieken, maten, vormen, kleuren en decoraties zien. Er zijn verschillende onderzoeken uitgevoerd naar de distributie en chronologische verandering van kraaltypes.
Op het Europese vaste land zijn verschillende productielocaties van glaskralen geïdentificeerd door de aanwezigheid van afvalglas, kralen en glasstaven. In Trier en Tibiscum in Roemenië zijn twee laat-Romeinse tot 5e-eeuwse vindplaatsen ontdekt, in Nederland zijn er nog twee vindplaatsen gevonden in Jordenstraat en Rothulfuashem (het hedendaagse Rijnsburg), daterend uit de 6e-7e eeuw. Er is ook uitgebreid bewijs voor werkplaatsen voor het maken van kralen in Scandinavië die zijn gedateerd in de 8e eeuw of later. De bekendste voorbeelden zijn Eketorp op Öland (Zweden) en Ribe in Jutland (Denemarken). Britse archeologen gaan er vaak vanuit dat het merendeel van de teruggevonden glaskralen geïmporteerd werd. Hoewel er tot op heden geen direct bewijs is voor de fabricage van kralen in het vroege Angelsaksische Engeland, is er bewijs gevonden voor de fabricage in het vroege christelijke Ierland, het noorden van Groot-Brittannië en het post-Romeinse westen. Het bewerken van glas vond ook plaats op Saksische klooster- en vestigingsplaatsen tussen de 7e en 9e eeuw. Toch wordt er indirect bewijs van de distributie van vroege Saksische kralen gebruikt om het aannemelijk te maken dat er in Engeland ten minste drie kralengroepen werden vervaardigd.
Tot op heden zijn er slechts twee uitgebreide chemische analyseonderzoeken van Angelsaksische kralenverzamelingen uitgevoerd, vanaf de begraafplaatsen van Sewerby in Yorkshire en Apple Down in Sussex. Deze studies toonden aan dat, net als drinkglazen, de kralen een gemodificeerde soda-kalk-silicasamenstelling hadden met een hoog gehalte aan mangaan en ijzeroxide. Variaties in de compositie houden rechtstreeks verband met de glaskleur. Loodrijk ondoorzichtig glas was ook prominent aanwezig in Angelsaksisch Groot-Brittannië, waarschijnlijk vanwege de lagere verwekingstemperatuur en langere bewerkingstijd, waardoor de kraal niet zou smelten of vervormen. De kraal kan op een aantal verschillende manieren worden vervaardigd: wikkelen, trekken, doorboren, vouwen en ook een combinatie van deze technieken. Een decoratie werd aangebracht door het toevoegen van gekleurde kleurstaven, gekleurde mozaïekpatronen, het omsluiten van metaal tussen lagen helder glas of het eenvoudig toevoegen van een andere kleur in druppels of paden.

## Vensterglas
Met de intrede van het christendom in de vroege 7e eeuw en de bouw van kerkelijke bouwwerken nam ook de hoeveelheid vensterglas toe. Vensterglas, waarvan een deel ook gekleurd was, is aangetroffen op meer dan 17 locaties, waarvan 12 kerkelijk. Honderden vensterglasfragmenten zijn gevonden in Jarrow, Wearmouth, Brandon, Whithorn en Winchester. Dit bewijs ondersteunt de historische gegevens, zoals Bede 's verslag van de invoer van glazenmakers uit Gallië door Benedict Biscop om de ramen in het klooster in Wearmouth in AD 675 van glas te voorzien.
Het meeste Angelsaksische vensterglas is dun, duurzaam, met luchtbellen en heeft een licht blauwgroene tint wanneer er geen kleur toegevoegd is. Veel van de kerkelijke vindplaatsen hebben vanaf de 7e eeuw ook sterk gekleurd glas geproduceerd. Analyse van vensterglas van Beverley, Uley, Winchester, Whithorn, Wearmouth en Jarro heeft uitgewezen dat het merendeel ook soda-kalk-silicaglas was, maar dat de samenstelling verschilt van gebruiksglas. Hierin zijn kleinere hoeveelheden ijzer, mangaan en titanium gevonden, wat een andere bron van grondstoffen suggereert, mogelijk van Levant. De analyse leverde ook meer informatie op over de overgang van het gebruik van natrium naar potas als flux.
In de oudheid kon vensterglas op drie manieren geproduceerd worden: door het blazen en openen van een cilinder, kroonglas of gegoten. In angelsaksisch Engeland is er bewijs voor het gebruik van alle drie methoden. Het overgrote deel van de glasramen werd geproduceerd met de cilindergeblazen methode, hoewel mogelijk op kleinere schaal dan de klassieke methoden die Theophilus noemde. Sommig Angelsaksisch vensterglas werd geproduceerd met de kroonmethode en bij Repton werden dikke stukken vensterglas met wervelende gelaagde oppervlakken mogelijk gemaakt met behulp van de gietmethode.

## Glas gebruikt in sieraden

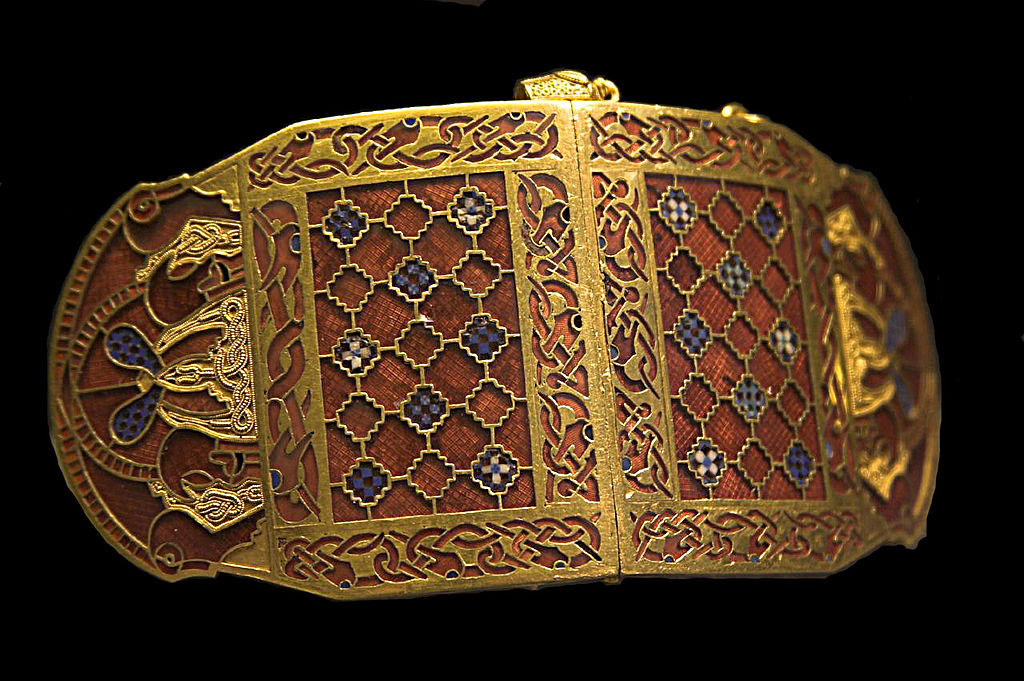
Mantelspeld gevonden bij Sutton Hoo met ingelegde granaten en glazen ruitjes millefiori.

De meeste sieraden in de 6e-7e eeuw zijn versierd met platte, geslepen granaten van almandine gezet in goud en cellen gevormd van goud en gevuld met granaat.Soms werd ook in vorm geslepen glas ingelegd als edelstenen. Er werd vrijwel alleen gebruik gemaakt van de kleuren blauw en groen. Af en toe werd rood glas gebruikt als vervanging voor granaat, zoals bijvoorbeeld in sommige objecten gevonden bij Sutton Ho, zoals bijvoorbeeld in het buidelbeslag en blauw glas in de mantelspel. De Forsbrook-hanger uit de 7e eeuw combineert ook granaat en blauw glas. Angelsaksisch emaille werd ook gebruikt in de productie van sieraden, waarbij gekleurd glas in afzonderlijke cellen werd gesmolten in de cloisonné emailleertechniek.
Chemische analyse van dit glas heeft uitgewezen dat het een soda-kalk-silicaglas is, maar met een lager ijzer- en mangaanoxidegehalte dan het hoge ijzer-, mangaan- en titaniumglas wat wordt gebruikt om vloeistofcontainers te maken. De overeenkomst tussen de samenstelling van het glas uit de sieraden en Romeins gekleurd glas is opmerkelijk, zozeer zelfs dat het waarschijnlijk is dat de Angelsaksische ambachtslieden Romeins ondoorzichtig glas gebruiken. Dit glas kan mogelijk afkomstig zijn van de tegels om mozaïek te maken.